# Maubarasee
Der salzige Maubarasee (port.: Lago Maubara, Tetum: Sia Maubara) liegt, nah der Küste, drei Kilometer östlich vom Dorf Maubara im osttimoresischen Suco Vatuvou (Verwaltungsamt Maubara, Gemeinde Liquiçá). Der etwa acht Hektar große See gilt als wichtiger Lebensraum für eine Vielzahl von Vogelarten. Besonders interessant ist die schwarze Timortaube, die man hier regelmäßig im Wald am Rand des Sees und in den bis zu 500 m hohen umliegenden Hügeln beobachten kann. Ein Gebiet von 2000 Hektar um den See mit tropischen Trockenwäldern ist eine Important Bird Area.
Die sterblichen Überreste von etwa einem Dutzend Opfer des Kirchenmassakers von Liquiçá wurden 1999 von australischen Marinetauchern aus dem Maubarasee geborgen. Mitglieder von pro-indonesischen Milizen und vom indonesischen Militär hatten hier die Leichen im See versenkt.

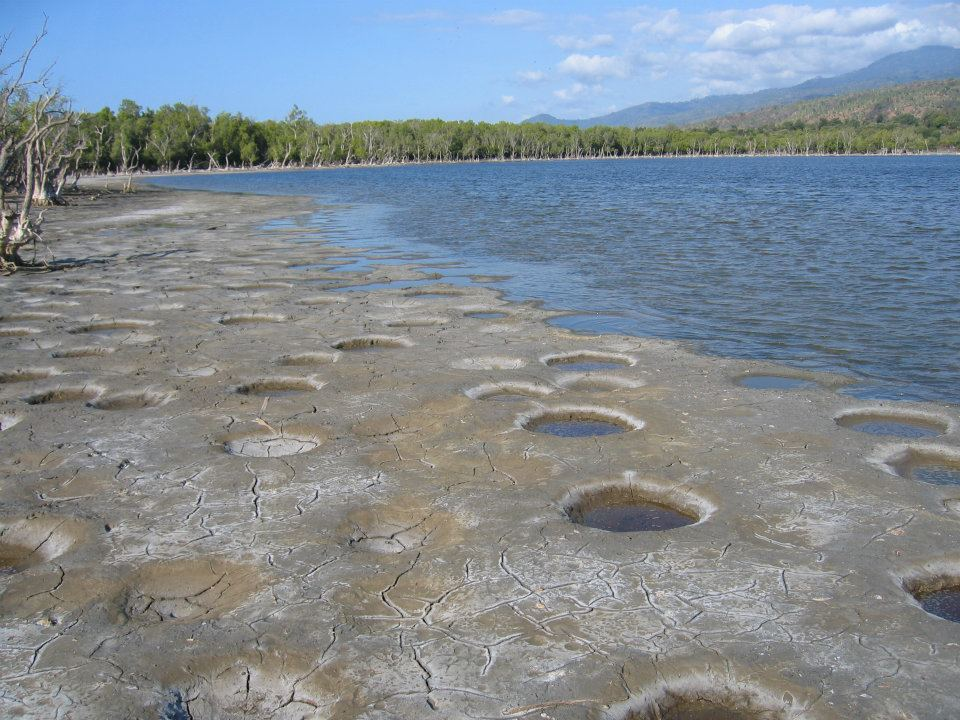
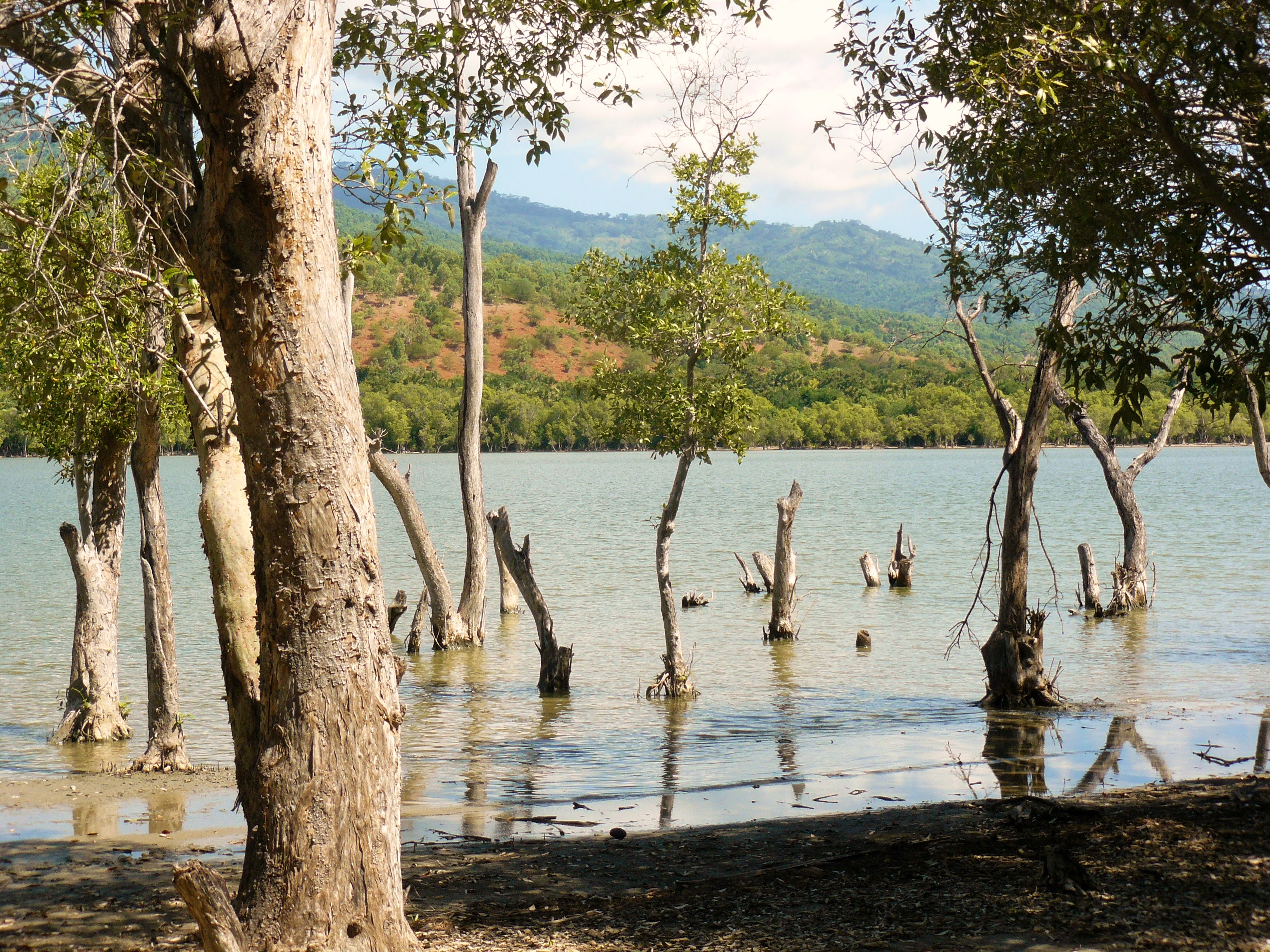
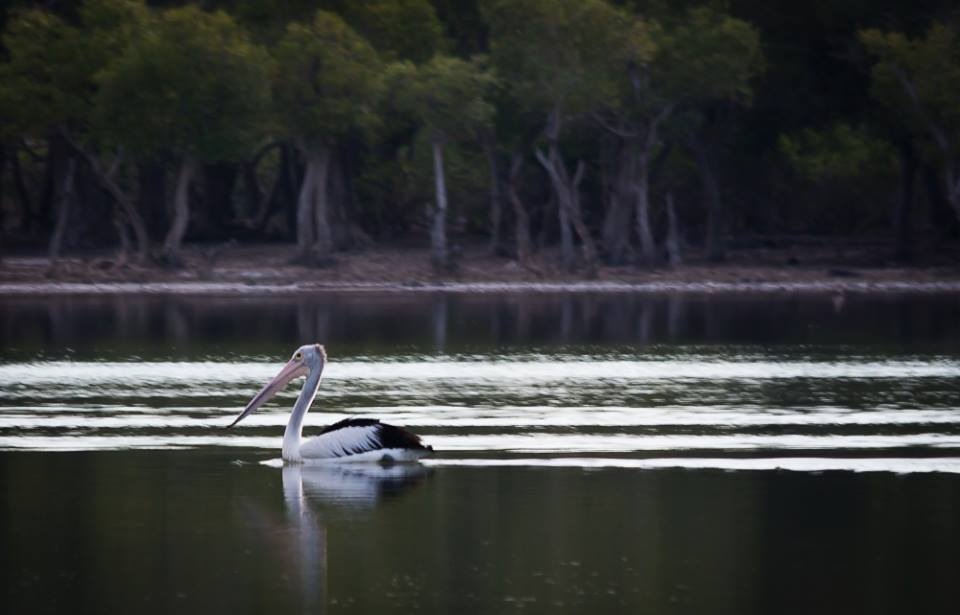
Brillenpelikan
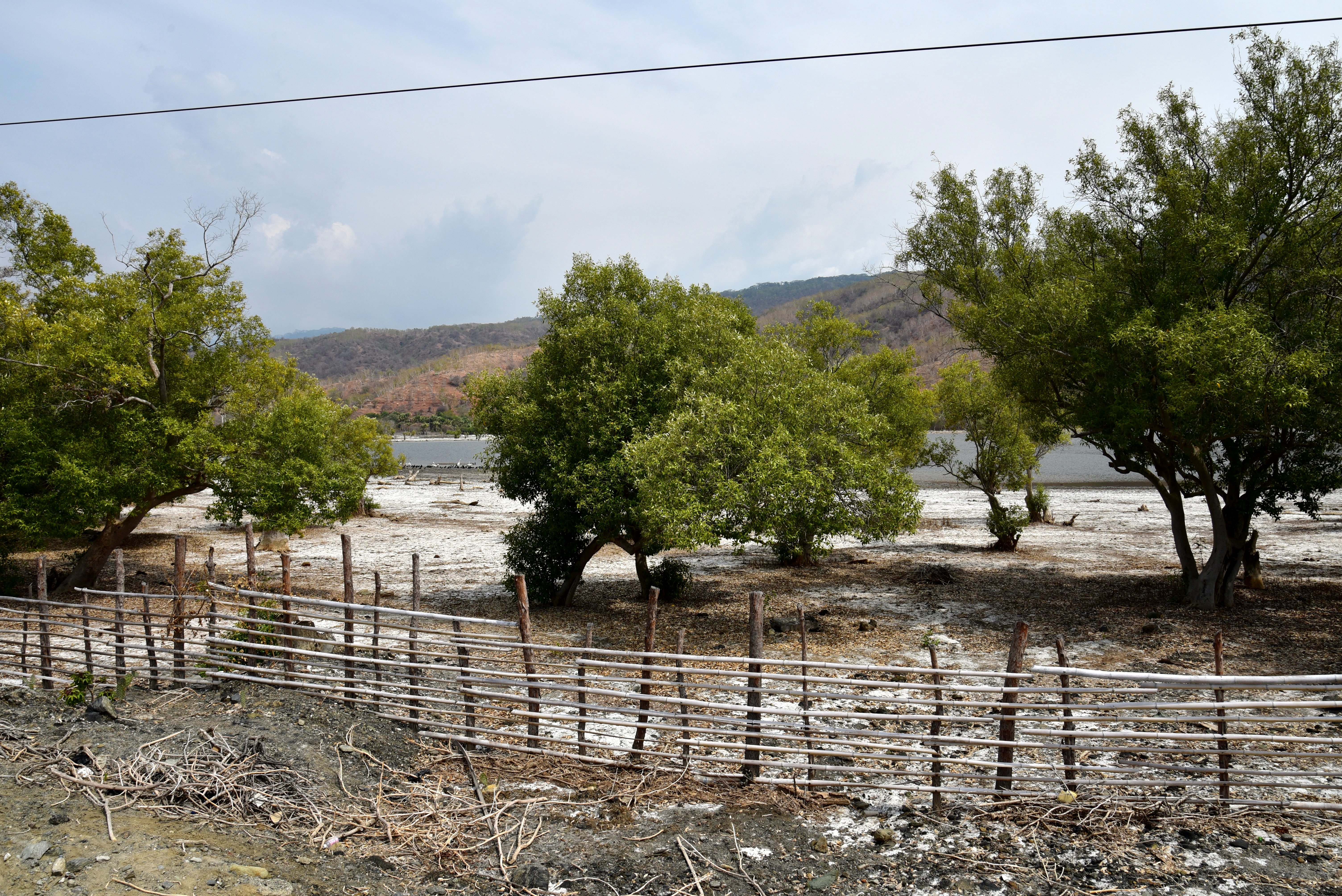